# بصيري (شاعر)
البَصِيرِي (توفي عام 1534، خراسان)، شاعر بارز في القرن السادس عشر. غادر البلاط التيموري ووجد رعاية في القسطنطينية (إسطنبول حاليًا)، حيث كتب الشعر للسلاطين العثمانيين. أحضر البصيري الأعمال الشعرية الفارسية للجامي والنوائي إلى البلاط العثماني.

## سيرته
مكان ميلاد البصيري محل نزاع. يذكر عاشق جلبي وقينالي زاده أنه من خراسان، بينما يذكر لطيفي وأهدي أن أصوله كانت من أطراف عجم فارس. كان يُعرف باسم العقة بسبب مرضه الجلدي (الجذام).
وهو مهاجر فارسي من البلاط التيموري، هاجر بصيري إلى اتحاد آق قويونلو. كتب بصيري لحكام آق قويونلو وفي عام 1487 سافر إلى هرات، وانضم إلى للجامي والنوائي.
بعد زيارة القسطنطينية (إسطنبول حاليًا) في عام 1491، اغتنم البصيري الفرصة للانضمام إلى بعثة إلى بايزيد الثاني، وسرعان ما نال رعاية السلطان العثماني. أحضر أعمال النوائي وجامي إلى الإمبراطورية العثمانية. كتب البصيري الشعر باللغة التركية والفارسية، وكتب باللغة الفارسية سطرين حزنًا على وفاة الجامي. توفي البصيري سنة 1534م.

## ملحوظات
1. ↑  زاده حسن جلبي لا يذكر أي شيء عن ارتباط البصيري بآق قويونلو [3]
2. ↑  استخدم البصيري اللغة الجغتائية في شعره، في حين يرى محمد جاويش أوغلو أن هناك آثارًا للغة التركية الأذربيجانية في شعر البصيري.[1]